# Hasekura Tsunenaga
Tsunenaga Hasekura Rokuemon (支倉·常長?, Hasekura Tsunenaga; in italiano Filippo Francesco Faxecura Rocuyemon; 1571 – 7 agosto 1622) è stato un samurai esploratore giapponese e servitore di Date Masamune, il daimyō di Sendai.
Condusse un'ambasciata in Messico e in seguito in Europa tra il 1613 e il 1620, dopodiché ritornò in Giappone. Fu il primo ufficiale giapponese mandato in America e il primo esempio documentato di relazioni tra Francia e Giappone.
Si conosce poco sulla vita precedente di Hasekura Tsunenaga, eccetto il fatto che fu un samurai veterano della invasione giapponese della Corea sotto il Taiko Toyotomi Hideyoshi nel 1592 e nel 1597.

## Approccio spagnolo
Gli spagnoli iniziarono i viaggi attraverso il Pacifico tra il Messico ("Nuova Spagna") e la Cina, attraverso la loro base territoriale nelle Filippine, a seguito dei viaggi di Andrés de Urdaneta nel XVI secolo. Manila diventò la loro base definitiva per la regione asiatica nel 1571.
Le navi spagnole naufragavano periodicamente sulle coste del Giappone a causa del cattivo tempo, iniziando contatti con il Paese. Gli spagnoli speravano di espandere la fede cristiana in Giappone. I tentativi di espandere la loro influenza in Giappone incontrarono una forte resistenza da parte dei Gesuiti, che avevano iniziato l'evangelizzazione del paese nel 1549, nonché dei portoghesi e degli olandesi che non si auguravano di vedere la Spagna commerciare con i giapponesi.
Nel 1609 il galeone spagnolo San Francisco incontrò cattivo tempo sulla sua via da Manila a Acapulco, e naufragò sulla costa giapponese a Chiba, vicino a Tokyo. I marinai furono salvati e accolti, e il capitano della nave, Rodrigo de Vivero y Aberrucia, incontrò Tokugawa Ieyasu.
Un trattato fu firmato il 29 novembre 1609, in base a cui gli spagnoli avrebbero potuto costruire un'industria nell'est del Giappone, specialisti in mineraria sarebbero stati importati dalla Nuova Spagna, alle navi spagnole sarebbe stato permesso di visitare il Giappone in caso di necessità e un'ambasciata giapponese sarebbe stata mandata alla corte spagnola.

## Il progetto dell'ambasciata
Un frate francescano chiamato Luis Sotelo, che stava facendo proselitismo nella zona di Tokyo, convinse lo Shōgun a inviarlo come ambasciatore in Nueva España (Messico). Nel 1610 egli navigò verso il Messico con i marinai spagnoli di ritorno e ventidue giapponesi, a bordo della San Buena Ventura, una nave costruita dall'avventuriero inglese William Adams per lo Shogun. Una volta in Nuova Spagna, Luis Sotelo si incontrò con il viceré Luis de Velasco, che accettò di inviare un ambasciatore in Giappone, nella persona del famoso esploratore Sebastián Vizcaíno, con la missione aggiuntiva di esplorare le "Isole di oro e argento" che si pensava si trovassero a est delle isole giapponesi.

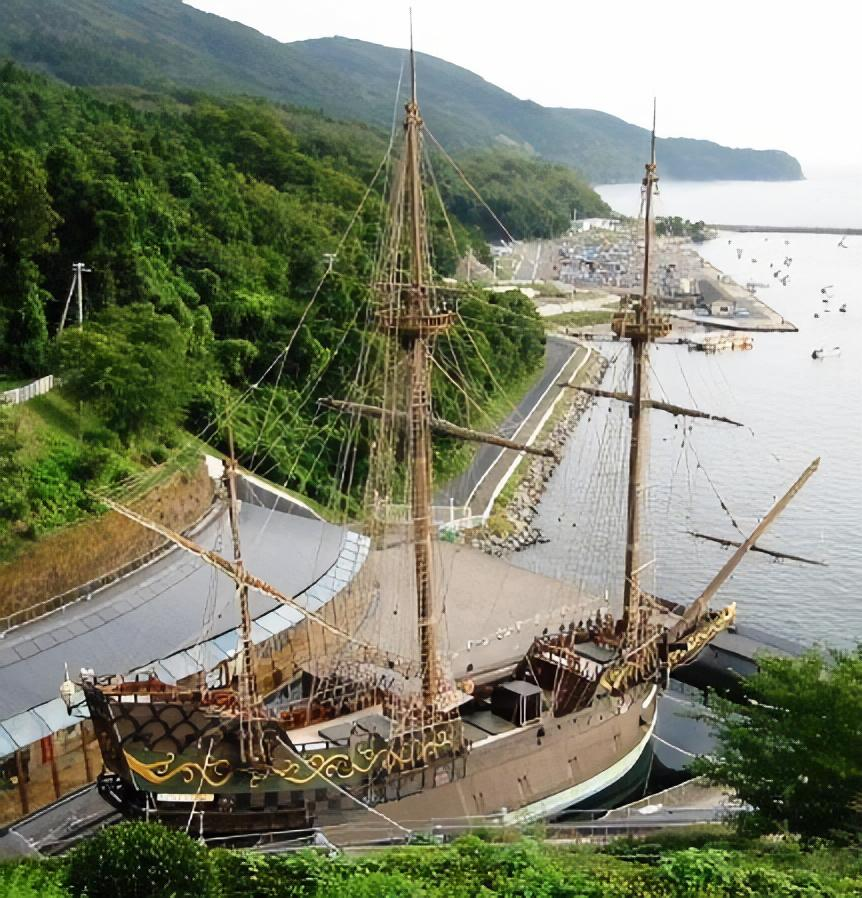
Una replica del galeone giapponese San Juan Bautista a Ishinomaki, Giappone

Vizcaino arrivò in Giappone nel 1611 ed ebbe molti incontri com lo Shogun e i signori feudali. Questi incontri vennero macchiati dal suo scarso rispetto per le usanze giapponesi, dalla crescente resistenza dei giapponesi verso il proselitismo cattolico, e dagli intrighi degli olandesi contro le ambizioni spagnole. Vizcaino alla fine partì alla ricerca dell'"Isola d'argento", nel corso della quale incontrò brutto tempo, che lo costrinse a tornare in Giappone con gravi danni.
Lo Shogun decise di costruire un galeone in Giappone, allo scopo di riportare Vizcaino in Nuova Spagna assieme a una missione giapponese.
Il Daimyo di Sendai, Date Masamune, venne incaricato di condurre il progetto. Egli nominò uno dei suoi inservienti, Hasekura Tsunenaga, a capo della missione. Il galeone, chiamato Date Maru dai giapponesi e successivamente San Juan Bautista dagli spagnoli, richiese 45 giorni per la costruzione, con la partecipazione di esperti tecnici dal Bakufu, 800 operai navali, 700 fabbri, e 3 000 carpentieri.

## Viaggio attraverso il Pacifico
Dopo il suo completamento, la nave salpò il 15 settembre 1613 (28 ottobre 1613) per Acapulco in Messico, con circa 180 persone di equipaggio, tra cui dieci samurai dello Shogun (forniti dal Ministro della Marina Mukai Shogen), dodici samurai di Sendai, centoventi tra mercanti, marinai e servi giapponesi, e circa quaranta tra spagnoli e portoghesi.
La nave arrivò ad Acapulco il 28 gennaio 1614 (25 gennaio 1614) dopo tre mesi di navigazione, e all'ambasciata fu dato il benvenuto con una grande cerimonia. Prima del previsto viaggio in Europa, l'ambasciata trascorse del tempo in Messico, visitando Veracruz per poi imbarcarsi da quella città sulla flotta di don Antonio Oquendo. Gli emissari partirono per l'Europa sulla San Jose il 10 giugno, e Hasekura dovette lasciare la gran parte del gruppo di mercanti e marinai asiatici ad Acapulco, città dove l'ambasciata sarebbe tornata dopo la missione oltremare.

## Missione in Europa

### Spagna

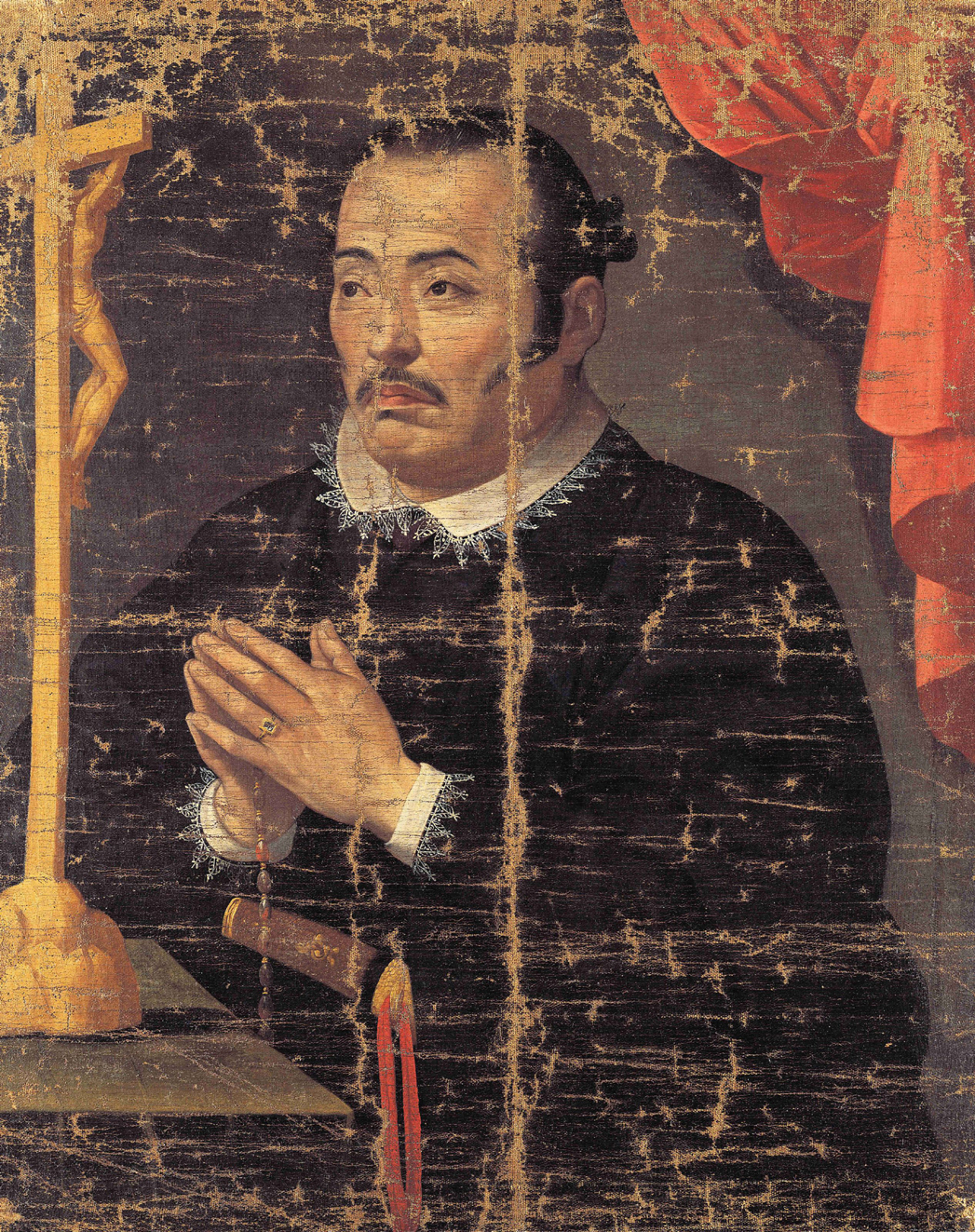
Hasekura in preghiera, dopo la sua conversione a Madrid nel 1615

La flotta giunse a Sanlúcar de Barrameda il 5 ottobre 1614.
"La flotta infine arrivò integra, dopo qualche pericolo e alcune tempeste, al porto di Sanlúcar de Barrameda il quinto giorno di ottobre, dove il Duca di Medina avvisò Sidonia del loro arrivo. Vennero mandate delle navi per onorarli e accoglierli, e fece preparare una sontuosa residenza per alloggiare l'Ambasciatore e i suoi onorevoli uomini." (Scipione Amati "Storia del Regno di Voxu").
"L'ambasciatore giapponese Hasekura Rokuemon, inviato da Joate Masamune, re di Boju, entrò a Siviglia il giorno di mercoledì 23 di ottobre del 1614. Era accompagnato da 30 giapponesi con le spade, il loro capitano della guardia, e 12 arcieri e alabardieri con lance pittate e spade da cerimonia. Il capitano della guardia era cristiano e fu chiamato Don Tommaso, il figlio di un martire giapponese" (Biblioteca Capitular Calombina 84-7-19 "Memorias...", fol.195).
L'ambasciata giapponese incontrò il re di Spagna Filippo III a Madrid il 30 gennaio 1615. Hasekura consegnò al sovrano una lettera da Date Masamune, e l'offerta di un trattato. Il re rispose che avrebbe fatto quello che sarebbe stato in suo potere per venire incontro alle richieste.
Hasekura fu battezzato il 17 febbraio dal cappellano personale del re, e rinominato Felipe Francisco Hasekura.

### Francia

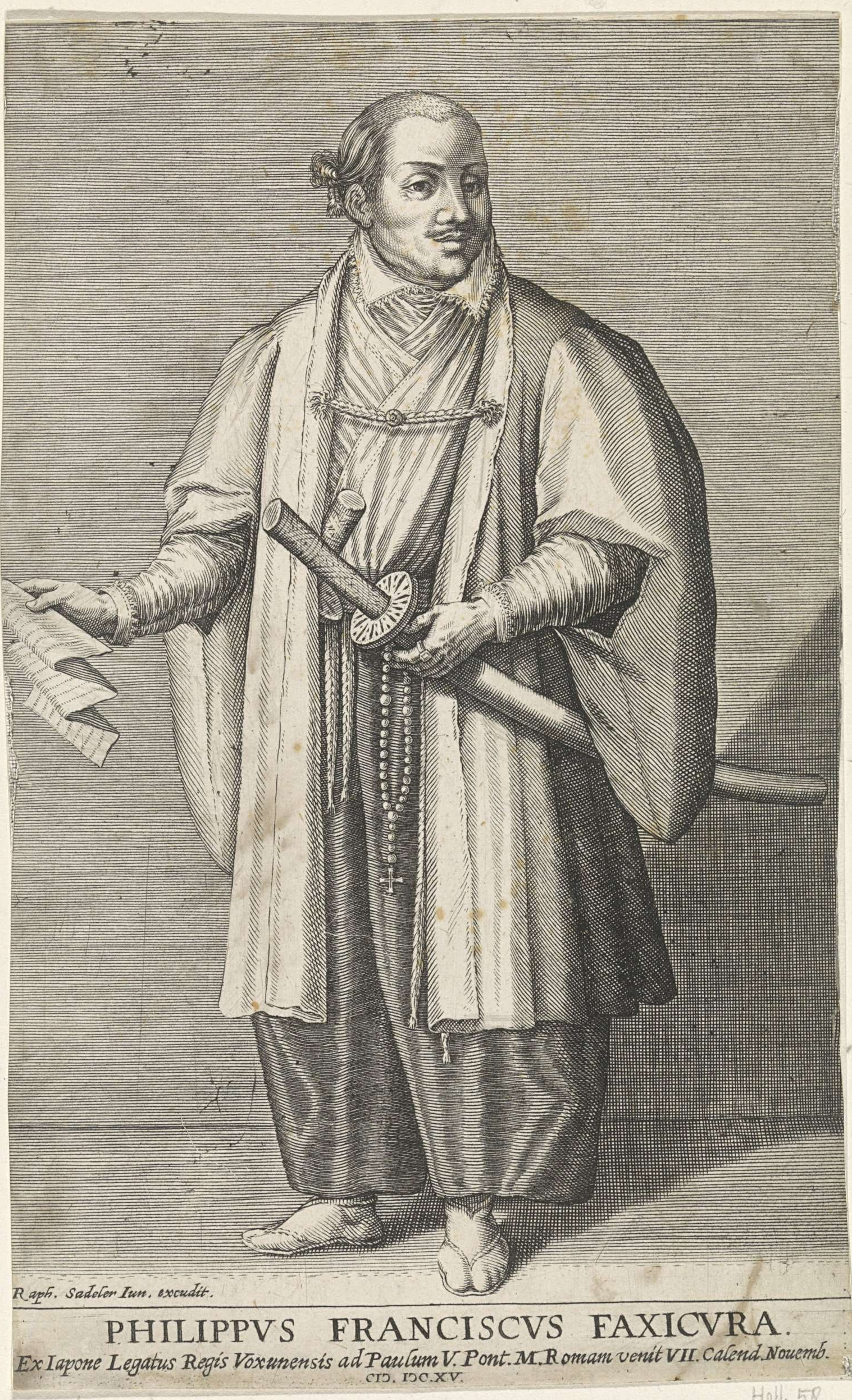
Resoconto della visita di Hasekura in un libro europeo del XVII secolo

Dopo il viaggio attraverso la Spagna, l'ambasciata salpò nel Mar Mediterraneo a bordo di tre fregate spagnole verso l'Italia. A causa del cattivo tempo, le navi restarono alla fonda nella baia francese di Saint-Tropez, dove furono ricevute dalla nobiltà locale, e dove la loro presenza incontrò per molti aspetti lo stupore della popolazione.
La visita dell'ambasciata giapponese è registrata nelle cronache della zona come una delegazione guidata da "Filippo Francesco Faxicura, Ambasciatore presso il Papa, da Date Masamune, Re di Woxu in Giappone".
Vennero ricordati molti dettagli pittoreschi del loro comportamento e del loro aspetto:
"Non toccano mai il cibo con le mani, ma usano due sottili bacchette che tengono con tre dita".
"Si soffiano il naso in soffici fogli setosi della grandezza di una mano, che non usano mai due volte, e che quindi buttano per terra dopo l'uso, e furono deliziati nel vedere che le persone attorno a loro si precipitavano a raccoglierli".
"Le loro spade tagliano così bene che possono tagliare un sottile foglio di carta appoggiandovelo sul bordo e soffiandoci sopra."
("Relazioni di Mme de St Troppez", ottobre 1615, Bibliothèque Inguimbertine, Carpentras).
La visita di Hasekura Tsunenaga a Saint Tropez nel 1615 è il primo esempio documentato di relazioni tra Francia e Giappone.

### Italia

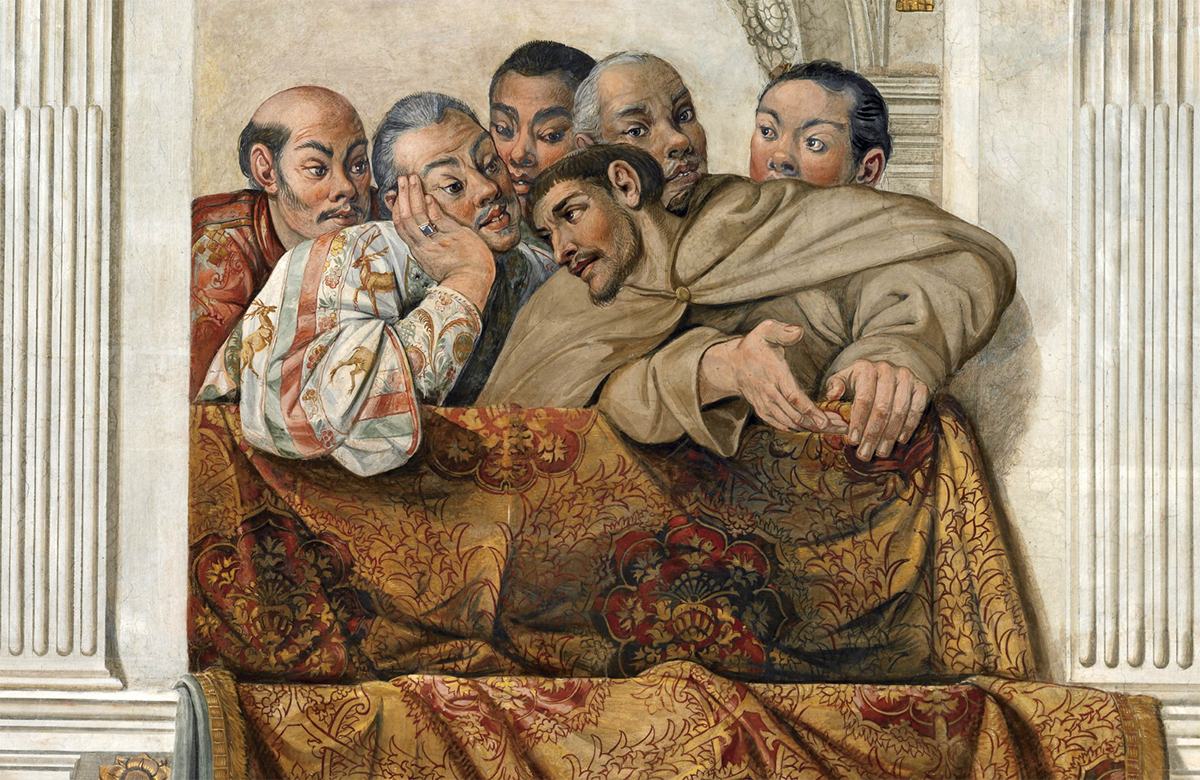
Ritratto di Hasekura Tsunenaga nel Salone dei Corazzieri al Palazzo del Quirinale a Roma del 1616

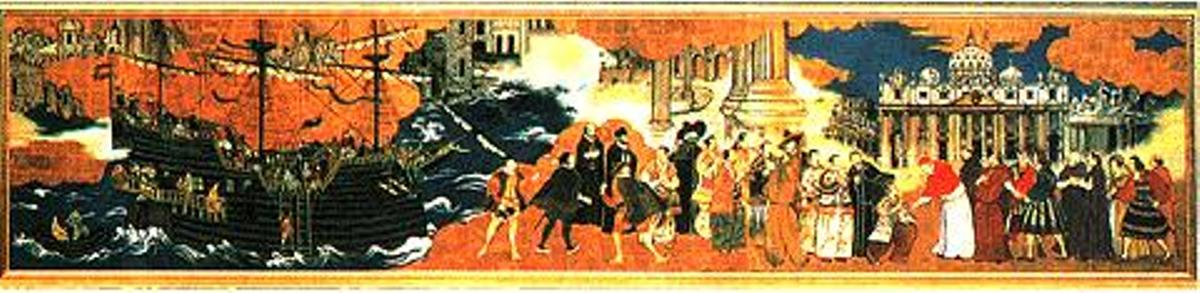
L'ambasciata giapponese presso il papa a Roma, 1615. Dipinto giapponese, XVII secolo.

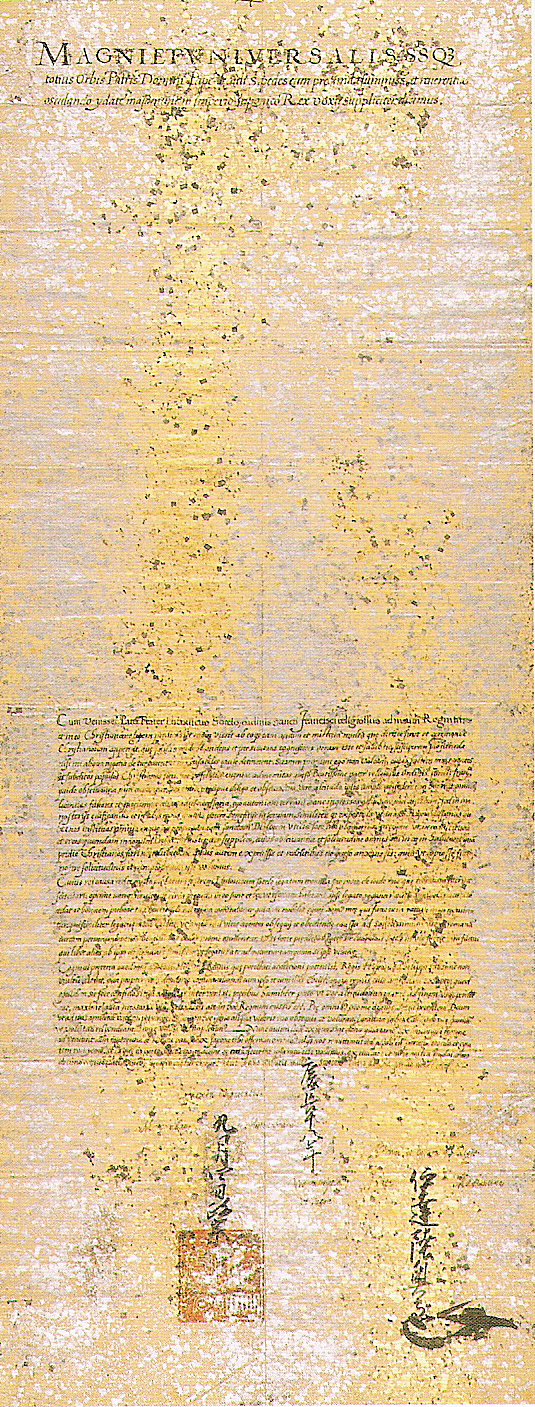
Lettera di Date Masamune al pontefice, scritta in latino (1613)

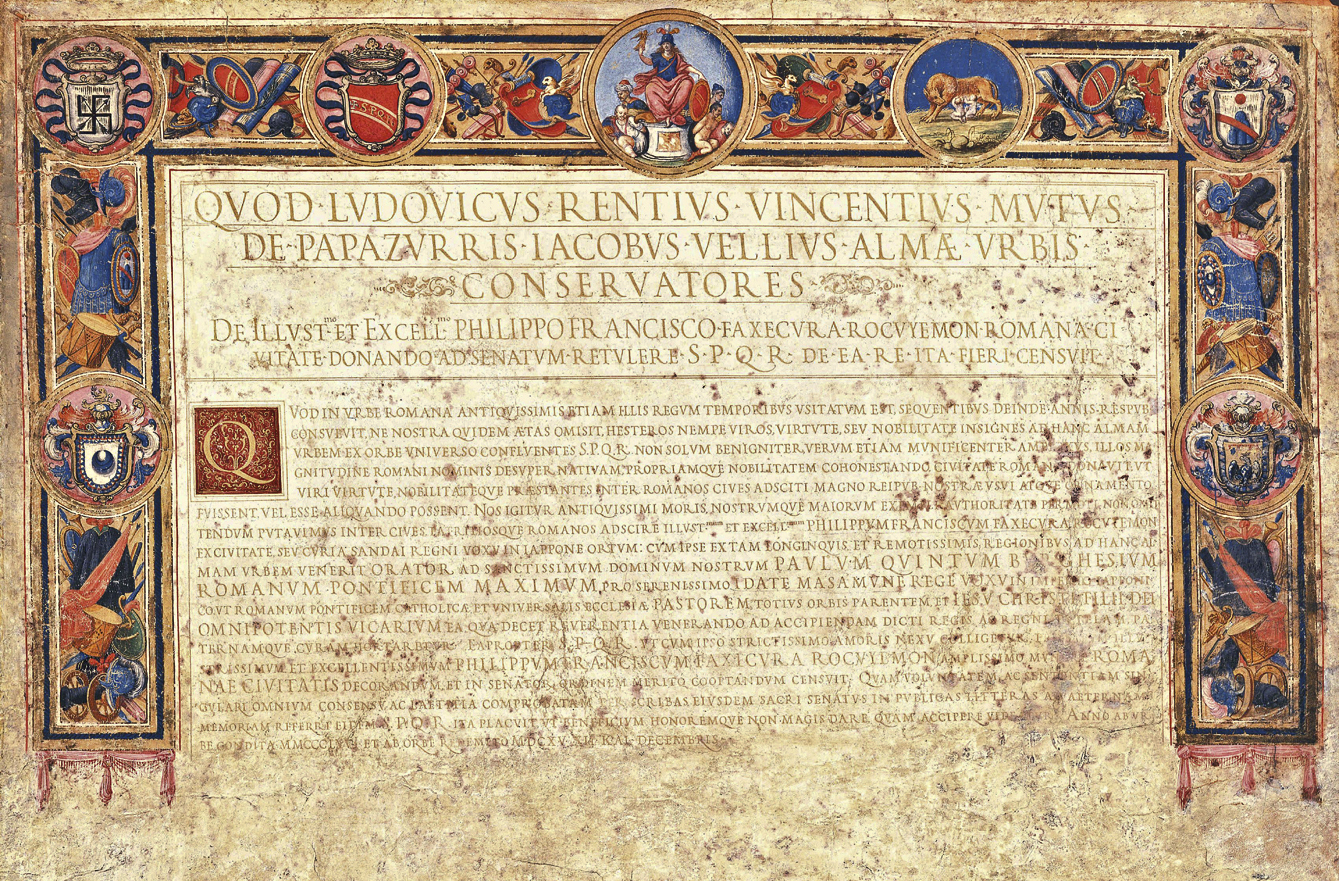
Conferimento della cittadinanza romana onoraria a "Hasekura Rokuemon"

L'ambasciata giapponese arrivò in Italia, a Civitavecchia, dove riuscirono a ottenere udienza da papa Paolo V a Roma, nel novembre 1615. Hasekura consegnò al papa una preziosa lettera decorata d'oro, contenente una formale richiesta di un trattato commerciale tra Giappone e Messico, oltre che l'invio di missionari cristiani in Giappone.
Il papa accettò senza indugio di disporre l'invio di missionari, ma lasciò la decisione di un trattato commerciale al re di Spagna. Il papa scrisse poi una lettera per Date Masamune, della quale una copia è a tutt'oggi conservata in Vaticano.
Il Senato di Roma conferì a Hasekura il titolo onorifico di Cittadino Romano, in un documento ch'egli successivamente portò in Giappone e che oggi è ancora visibile e conservato a Sendai.
Lo scrittore italiano Scipione Amati, che accompagnò l'ambasceria nel 1615 e nel 1616, pubblicò a Roma un libro intitolato "Storia del regno di Voxu".
Nel 1616, l'editore francese Abraham Savgrain pubblicò un resoconto della visita di Hasekura a Roma: "Récit de l'entrée solemnelle et remarquable faite à Rome, par Dom Philippe Francois Faxicura" ("Racconto della solenne e notevole entrata fatta a Roma da Don Filippo Francesco Faxicura").

### Seconda visita in Spagna
Per la seconda volta in Spagna, Hasekura si incontrò col re, che declinò l'offerta di un trattato commerciale, sul presupposto che l'ambasceria giapponese non sembrava una delegazione ufficiale del sovrano del Giappone Tokugawa Ieyasu, il quale, al contrario, aveva promulgato un editto nel gennaio 1614 ordinando l'espulsione di tutti i missionari dal Giappone, e aveva cominciato la persecuzione della fede cristiana nel Paese.
L'ambasceria lasciò Siviglia per il Messico nel giugno 1616 dopo un periodo di due anni in Europa. Alcuni dei giapponesi restarono in Spagna, più precisamente in un villaggio vicino a Siviglia (Coria del Río), dove i loro discendenti oggi sono riconoscibili dall'uso del cognome Japón.

## Ritorno in Giappone

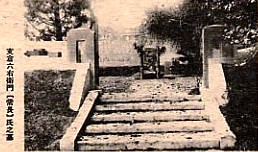
La tomba di Hasekura Tsunenaga, visibile a Enfukuji, Enchōzan, Miyagi

Nell'aprile 1618 la San Juan Bautista giunse nelle Filippine dal Messico, con Hasekura e Luis Sotelo a bordo. La nave fu acquistata lì dal governo spagnolo, con l'obiettivo di costruire difese contro gli olandesi. Hasekura ritornò in Giappone nell'agosto 1620.
Quando Hasekura fece ritorno in patria, si accorse che il Giappone era cambiato abbastanza drasticamente: la persecuzione dei cristiani nello sforzo di eradicare il cristianesimo dall'arcipelago era in corso dal 1614, e il Giappone stava muovendosi verso il periodo "Sakoku", caratterizzato da un imperante isolazionismo. A causa di queste persecuzioni, gli accordi commerciali col Messico ch'egli aveva cercato di stabilire furono negati, e gran parte degli sforzi in questo senso erano stati vani.
Un'analisi storica successiva mostra che l'ambasciata rappresentata da lui abbia avuto pochi risultati, anche se sembra che le sue testimonianze sul potere spagnolo e sui metodi coloniali abbiano accelerato la decisione dello Shogun Tokugawa Hidetada di cancellare le relazioni commerciali con la Spagna nel 1623, e quelle diplomatiche nel 1624.
Cosa fu di Hasekura dopo l'avventura diplomatica è ignoto, e le storie sui suoi ultimi anni sono numerose. Alcuni sostengono ch'egli abbia abbandonato di sua volontà il cristianesimo, altri che difese la sua fede così profondamente da diventare un martire, e altri che sia rimasto cristiano nell'intimità, professando la sua fede in segreto. Hasekura morì nel 1622, la sua tomba è ancora visibile nel tempio buddista di Enfukuji (giapponese: 円長山円福寺) nella prefettura di Miyagi.